# 미센산

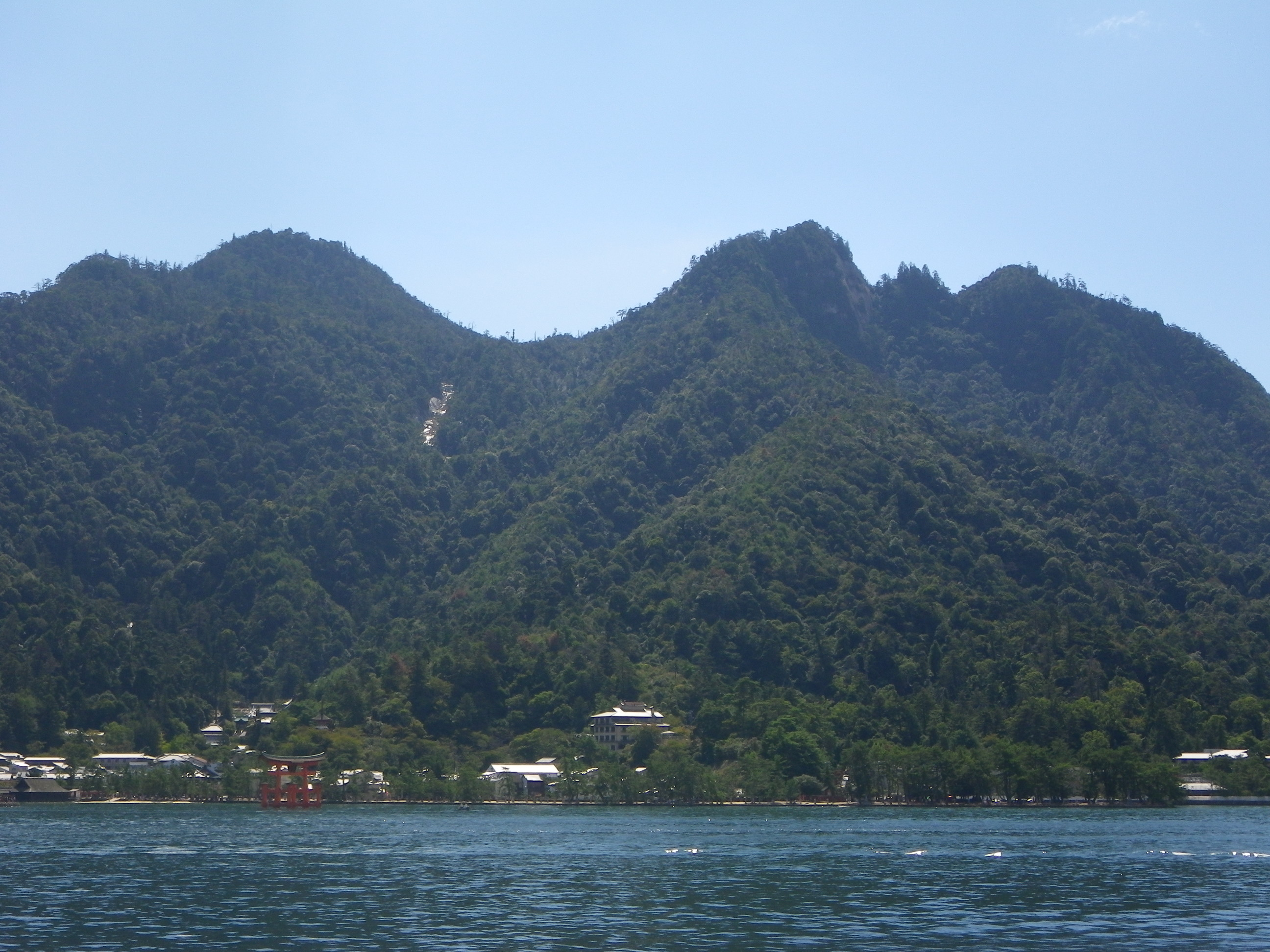
미센산

미센산(弥山)은 일본 히로시마현 하쓰카이치시 이쓰쿠시마섬 중앙에 있는 산이다. 해발 535m로, 섬에서 제일 높은 산이다. 옛부터의 신앙의 대상이 된 산이다. 주변 해역(세토 내해) 및 섬 전체가 세토나이카이 국립공원 내에 위치하고 있으며, 산기슭은 유네스코 세계유산 이쓰쿠시마 신사의 등록 구역의 일부이다. 산의 북쪽은 히로시마현이 보호하는 원시림으로 덮여 있으며, 산기슭에는 모미지다니 공원이 있다.

## 같이 보기
- 미야지마 로프웨이